# Synagoga w Bochni (ul. Floris)
Synagoga w Bochni – synagoga znajdująca się w Bochni przy ul. Floris, na rogu z ul. Fischera, dawnej Nad Babicą.
Budynek ten był nazywany „czerwoną kamienicą”. Pod koniec XIX wieku założono w nim aż cztery bożnice. Trzy z nich zlokalizowane były na parterze, a czwarta mieściła się w oficynie. Co najmniej trzy z nich, w tym także ta w oficynie, działały w przededniu II wojny światowej. Obecnie czynna jest tutaj restauracja.